# 丝叶山蚂蚱草
丝叶山蚂蚱草（学名：Silene jeniseensis f. setifolia）为石竹科蝇子草属山蚂蚱草下的一个变型。